# 沼川 (青森県)
沼川（ぬまがわ）は、青森県青森市を流れ青森湾に注ぐ二級河川。沼川水系の本流で、青森平野の東部に位置する。

## 地理
青森県青森市東部にある青龍寺の南の山の諏訪沢地区付近に源を発する。北に流れ青森市原別地内で青森湾に注ぐ。小規模な川で、上流も下流も複雑に分岐しているのが特徴であり、全域にわたり川幅は狭く、実際の上流部は川というより水路となっている。
東北本線（後の青い森鉄道線）より下流の河口付近は河川改修により大幅に変化を遂げ、直線的な川の形となったが、最も西を流れているかつての本流は川幅が以前のままであるため結果として目立たなくなってしまっている。

## 歴史
- 1987年（昭和62年）3月31日 - 青森市大字原別字下海原四八番一地先の日本国有鉄道東北本線鉄道橋から海に至る場所までを二級河川に指定（青森県告示第172号）。延長 0.9km。
- 2002年（平成14年）1月28日 - 指定上流端を 2,020m上流の左岸：青森市大字諏訪沢字山辺213番4地先、右岸：同市同大字字野田121番地先にまで延伸（青森県告示第35号）[2][3]。

## 整備
河口付近は入り江のような地形であり未改修であったため増水時の水害が多発していた。周辺の市街地への水害対策のため、昭和62年から平成16年にかけ河口から東北本線まで580mの区間で築堤や護岸工事が進められた。